# Arch Enemy
Arch Enemy er et svensk melodisk dødsmetal-band, grundlagt af guitaristen Michael Amott i 1995. De blev kendte, efter udgivelsen af de tre albums ved navn: Black Earth (1997), Stigmata (1998) og Burning Bridges (1999). Deres sande potentiale viste sig dog først i slutningen af 2001, hvor forsangeren Angela Gossow kom med, og de lavede et nyt album kaldet Wages of Sin, som for første gang leverede et band af sådan en kaliber, med en kvinde i front. 
Arch Enemys musikstil, det såkaldte "Göteborg-metal", kendetegnes ved sine tunge, hurtige riffs og lange, komplicerede guitarsoloer, ofte i tostemmige, såkaldt "duellerende" kompositioner, som Amott-brødrene har frembragt helt fra de første Arch Enemy albums.

## Historie

### Med Johan Liiva (1996-2001)
Arch Enemy som var Michael Amotts ide, blev originalt dannet da Michael Amott forlod det britiske dødsmetal-band Carcass. Guitarist Michael Amott og hans yngre bror Christopher Amott sluttede sig sammen med vokalist Johan Liiva og den midlertidige trommeslager Daniel Erlandsson, i det Amott kaldte, "et forsøg på at fusionere melodi med aggression og teknisk forstand."  

Bandets debutalbum ved navn Black Earth blev udgivet i 1996 gennem Wrong Again Records. Det opnåede en nogenlunde mængde succes i Japan, og deres første single "Bury Me an Angel" blev sendt på MTV.  
På dette tidspunkt fungerede Arch Enemy mere som en "solo indsats," end et fuldkommen band, da Michael Amott skrev alle sangene og spillede endda bas på albummet, til trods for Johan Liiva var noteret som vokalist og bassist på albumcoveret. Amott har senere afsløret, at han havde noteret det, fordi han gerne ville give det indtryk af albummet, at det var hele bandets bestræbelse og ikke kun hans. Mange anser det for at være Arch Enemy mest aggressive album, et træk der blev gradvis blødgjort på deres efterfølgende udgivelser, men aldrig opgivet fuldkommen.    
Efter udgivelsen af Black Earth skiftede bandet pladeselskab ved at skrive kontrakt med Century Media. I 1998 udgav Arch Enemy Stigmata, hvor bassist Martin Bengtsson og trommeslager Peter Wildoer sluttede sig til bandet. Albummet opnåede opmærksomheden fra et større publikum, og en voksende popularitet i både Europa og USA. Dette var også det første Arch Enemy album, der blev udgivet verdenen over.  
I 1999 indtog Sharlee D'Angelo pladsen som bassist, og Daniel Erlandsson blev endnu engang rekrutteret til bandet, for at opfylde pligterne som trommeslager, denne gang som et permanent medlem. 
Burning Bridges blev udgivet i 1999 og blev hurtigt efterfulgt af bandets første livealbum Burning Japan Live 1999, som til at begynde med kun blev udgivet i begrænset salgsantal i Japan, men  senere uddelt verden over på grund af opfordring fra fans.[kilde mangler]
På turnéen til Burning Bridges blev Sharlee D'Angelo midlertidig erstattet to gange. Først af Dick Lövgren og anden gang af Roger Nilsson. Burning Bridges havde en del ændringer i bandets kernelyd, da den havde optaget en mere melodisk fremgangsmåde, men stadig beholdt den brutale tunghed som ved de første to studiealbums.  
I 2001 blev Johan Liiva opfordret til at forlade badet. Michael Amott udtalte, han ville have en mere "dynamisk frontmand", og at Liivas optræden ikke stemte overens med idealet for resten af bandet. Liiva blev efterfølgende afløst af den tyske journalist og dødsmetal-vokalist Angela Gossow, som havde givet Christopher Amott en demo efter et tidligere interview med ham.

### Med Angela Gossow
Det første album med den nye vokalist Angela Gossow var Wages of Sin, og blev udgivet i 2001. I december det samme år tog Arch Enemy del i "Japan's Beast Feast 2002" koncerten, hvor de spillede sammen med Slayer og Motörhead.  
Anthems of Rebellion blev udgivet i 2003, og medbragte nogen nye tilføjelser som brug af anden vokal i harmoni i sangen, "End of the Line." I november 2004 udgav bandet ep'en Dead Eyes See No Future, som indeholdt liveoptagelser sammen med coversange af Manowar, Megadeth og Carcass. 

I juni 2005 afsluttede Arch Enemy indspilningerne til deres sjette album Doomsday Machine. I juli 2005 forlod guitarist Christopher Amott bandet for, at fokusere mere på hans privatliv.
Han blev afløst af Gus G. og senere hen af Fredrik Åkesson. Christopher vendte tilbage til bandet som permanent guitarist i marts 2007, kort tid inden bandet gik i studiet for at begynde indspilningerne til deres nye album med produceren Fredrik Nordström, (som også var kendt for at have produceret for andre kendte bands som In Flames, Soilwork og Dimmu Borgir).
Åkesson forlod bandet og blev Opeths nye leadguitarist i maj 2007. Den 24. april 2007 blev albummet Black Earth genudgivet.
I 2007 optrådte Arch Enemy ved Bloodstock Open Air festivalen, sammen med bands som Sabbat og In Flames.
Arch Enemy er også siden hen blevet føjet til Black Crusade turnéen ved slutningen af 2007 med Machine Head, Trivium , DragonForce og Shadows Fall. På deres hjemmeside oplyste Michael Amott, at dette ville blive deres første europæiske shows med Arch Enemy efter udgivelsen af det nye album. Om det nye album har Gossow udtalt sig, at der er lagt mere følelse i det og mindre dobbelt vokaler.

## Medlemmer
- Alissa White-Gluz – Vokal (2014-)
- Michael Amott – Guitar (1995-)
- Jeff Loomis – Guitar (2014-)
- Sharlee D'Angelo – Bas (1999-)
- Daniel Erlandsson – Trommer (1995-1997, 1999-)

### Tidligere medlemmer
- Angela Gossow – Vokal (2001-2014)
- Johan Liiva – Vokal (1995-2001)
- Christopher Amott – Guitar (1995-2005, 2007-2012)
- Nick Cordle – Guitar (2012-2014)
- Martin Bengtsson – Bas (1997-1998)
- Peter Wildoer – Trommer (1997-1998)
- Dick Lövgren – Turnébassist (1999)
- Roger Nilsson – Turnébassist (1999-2000)
- Gus G. – Turnéguitarist (2005), gæste lead guitar på Doomsday Machine ("Taking Back My Soul")
- Fredrik Åkesson – Guitar (2005-2007)

## Diskografi
Studiealbums 
- 1996 : Black Earth
- 1998 : Stigmata
- 1999 : Burning Bridges
- 2001 : Wages of Sin
- 2003 : Anthems of Rebellion
- 2005 : Doomsday Machine
- 2007 : Rise of the Tyrant
- 2011 : Khaos Legions
- 2014 : War Eternal
- 2017 : Will to power
- 2022 : Deceivers

Livealbums 
- 1999 : Burning Japan Live (Live)
- 2008 : Tyrants Of The Rising Sun - Live In Japan ''(Live)'
- 2017 :As the Stages Burn!

EP 
- 2002 : Burning Angel (EP)
- 2004 : Dead Eyes See No Future
- 2007 : Revolution Begins
- 2017 : Råpunk

Singles 
- 2007 : Revolution Begins

Compilations 
- 2009 : Manifesto Of Arch Enemy (best-of)
- 2009 : The Root Of All Evil
- 2011 : Dawn of Khaos
- 2019 :Covered in Blood

DVD 
- 2006 : Live Apocalypse
- 2008 : Tyrants Of The Rising Sun -
- 2012 : Official Bootleg : Astro Khaos (CD+DVD)
- 2016 : War Eternal Tour : Tokyo Sacrifice (DVD and Blu-Ray)